# Pingelhus

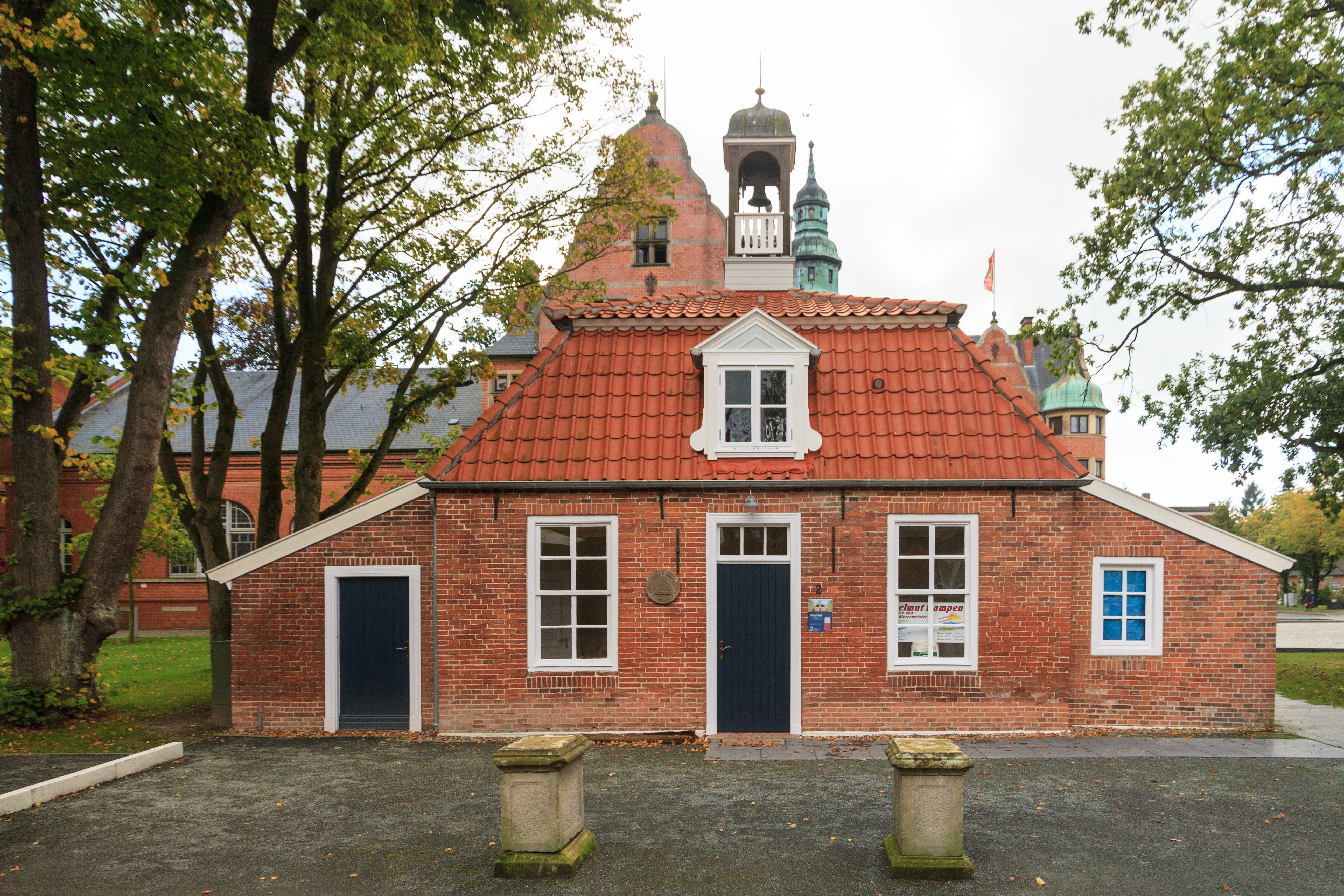
Das Pingelhus

Das Pingelhus (auch Schuitenhäuschen) steht im Zentrum der ostfriesischen Kreisstadt Aurich. Es gilt als eines der Wahrzeichen der Stadt. Das Gebäude lag einst unmittelbar am alten Hafen der Stadt.

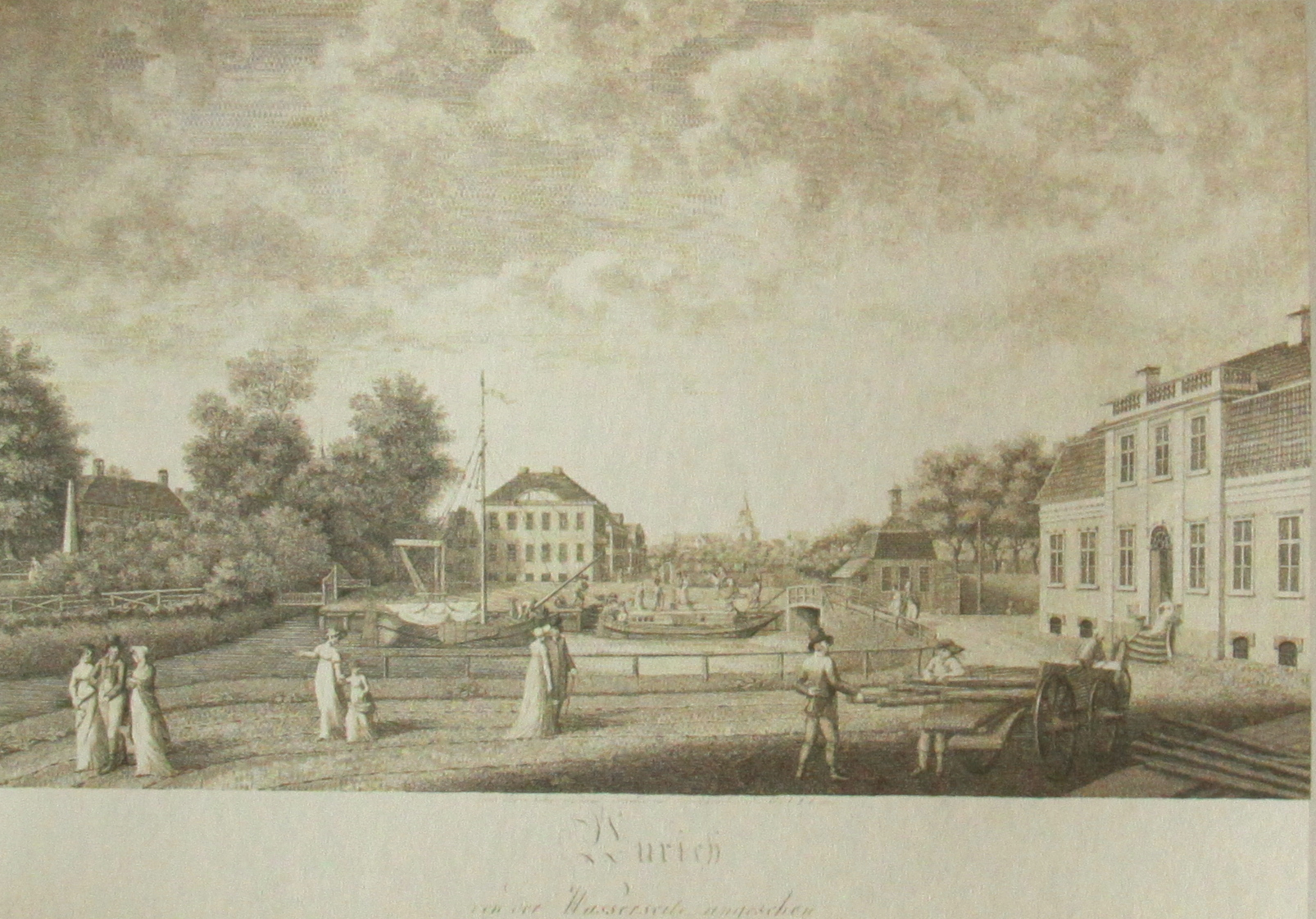
Der Auricher Hafen um 1800. Das Pingelhus ist das zweite Gebäude von rechts.

Das Pingelhus ist ein zweigeschossiges Gebäude mit Walmdach und Dachreiter. Baumeister Conrad Bernhard Meyer errichtete es vermutlich um 1800 im Zuge der ersten Anlage eines Hafens im Auftrag der Treckfahrtsgesellschaft als Hafenwärter- und Speditionsgebäude. Von dort legten die Schuiten genannten Binnenschiffe in Richtung Emden ab. Ihre Abfahrt kündigte der Hafenmeister durch das Schlagen einer Glocke im Dachreiter des Gebäudes an, weshalb es in Ostfriesland unter dem Namen Pingelhus (ostfriesisches Platt: pingeln = klingeln) bekannt wurde. Das heutige Erdgeschoss war früher das erste Stockwerk. Der Lagerraum darunter wurde mit dem alten Hafen im Jahre 1934 zugeschüttet. 1959 wurde das Haus durch Privatinitiative vor dem Abriss bewahrt und anschließend renoviert. Seither nutzen es der Heimatverein Aurich und die Volkstanzgruppe als Vereinsheim.